# 茱莉亞·福克斯
茱莉亞·福克斯（Julia Fox，1990年2月2日—） 是一位意大利裔美国女演员和模特。 作为一名女演员，她因在2019年电影《原钻》中的处女秀而为人所知，并因此获得2019年哥谭奖最佳突破演員提名。 